# Élections municipales trinidadiennes de 2023
Les élections municipales trinidadiennes de 2023 ont lieu le 14 août 2023 sur l'île de Trinité à Trinité-et-Tobago afin de renouveler les 141 sièges de conseillers des 14 municipalités de l'île.

## Contexte
Les élections opposent principalement le Mouvement national du peuple (PNM), au pouvoir au niveau national, et le Congrès national uni (UNC), situé dans l'opposition. Depuis les précédentes élections en 2019, les deux partis contrôlent tous deux sept municipalités. Deux circonscriptions supplémentaires ont depuis été créées, portant le nombre de conseillers de 139 à 141.
Le scrutin de 2023 intervient après une réforme électorale ayant porté la durée du mandat des conseillers de trois à quatre ans. La décision du gouvernement d'appliquer immédiatement la réforme en prorogation d'un an le mandat des conseillers élus en 2019 est porté par l'opposition devant le Comité judiciaire du Conseil privé, le plus haut tribunal d'appel du pays. Ce dernier juge la décision illégale le 18 mai 2023 par trois voix contre deux, contraignant le gouvernement à les organiser trois mois plus tard,,.